# Salassa
Salassa (лат.) — род бабочек из семейства павлиноглазок, единственный в подсемействе Salassinae.

## Классификация
В род включают следующие виды, живущие в Восточной Азии:
- Salassa antkozlovi Brechlin, 2017
- Salassa excellens Bryk, 1944
- Salassa fansipana Brechlin, 1997
- Salassa iris Jordan, 1910
- Salassa lemaii Le Moult, 1933
- Salassa lola (Westwood, 1847)
- Salassa megastica Swinhoe, 1894
- Salassa mesosa Jordan, 1910
- Salassa olivacea Oberthür, 1890
- Salassa royi Elwes, 1887
- Salassa thespis (Leech, 1890)
- Salassa tibaliva Chu & Wang, 1993
- Salassa tonkiniana Le Moult, 1933